# Неукротиви Спирит
Неукротиви Спирит (енгл. Spirit Untamed) амерички је рачунарски-анимирани авантуристички филм продуцента DreamWorks Animation-а и дистрибутера Universal Pictures-а. Редитељка филма је Елејн Боган и суредитељ Енио Торесан, у њиховом дугометражном дебију, из сценарија који су написали Ори Волингтон и Кристин Хан. Други биоскопски филм франшизе Спирит, филм је спин-оф традиционално-анимираног филма Храбри коњ Дух (2002) и заснован је на анимираној спин-оф телевизијској серији Дух слободно јури Netflix-а, коју је развила Велингтон. Представља први биоскопски филм франшизе Спирит који нису продуцирали Миреј Сорија и Џефри Катценберг.
Гласове позајмљују Изабела Мерсед, Џејк Џиленхол, Марсај Мартин, Макена Грејс, Џулијана Мур, Волтон Гогинс и Еиза Гонзалес и прати младу девојку по имену Фортуна „Лаки” Прескот која се сели у малу сеоску заједницу Мирадеро, где упознаје насловног дивљег кигер мустанга кога именује „Спирит” и одмах почиње да се веже за њега. Филм је најављен у развоју у октобру 2019. године, а продукција је урађена на даљину током пандемије ковида 19. Филм је посвећен сећању на Келија Асберија, суредитељу оригиналног филма Дух, који је умро 26. јуна 2020. године.
Филм Неукротиви Спирит издат је 4. јуна 2021. године у Сједињеним Државама. Филм је издат 29. јула 2021. године у Србији, дистрибутера Taramount Film-а. Српску синхронизацију радио је студио Соло. Зарадио је 30 милиона америчких долара широм света наспрам буџета од 30 милиона америчких долара, а добио је и мешовите критике критичара који су филм сматрали инфериорним у односу на оригинал и непотребним.

## Радња
Годинама након што је Милагро Наваро-Прескот извела своју препознатљив наступ у циркусу, све док јој несрећа не одузме живот током једног од њених наступа, њена жива млада ћерка, Фортуна „Лаки” Наваро-Прескот, живи са тетком Кором и дедом Џејмсон у граду. Међутим, након што је Лакин несташлук уништио предизборну забаву њеног деде, Лаки и Кора се упућују у град Мирадеро где ће на лето боравити код Лакиног оца Џима, за кога Лаки заправо није знала након инцидента са Милагром. По доласку у Мирадеро, пар упознаје локалне младе возаче Пру Џрејнџер и Абигејл Стоун.
Сутрадан, Лаки одлази у торал где види кигера мустанга, истог оног кога је видела током свог путовања возом од раније, покушавајући да њиме управља човек по имену Хендрикс. Лаки каже Џиму и Кори за коња, мислећи да он може бити њен нови пријатељ, али Џим не жели да Лаки приђе коњима након онога што се догодило Милагри. Без обзира на то, Пру и Абигејл помажу Лаки да придобије поверење коња, кога она назива Спирит. Након неког времена, Спирит верује Лаки и поједе јабуку коју му понуди и дозвољава јој да га мази.
Лаки покушава да зајаше Спирита, али он бежи, док Лаки спасу Пру и Абигејл након што је скоро пала са литице. Џим грди Лаки због тога што га није послушала, што наводи Лаки да мисли да је одустао од ње. Искрада се ноћу кроз шуму где проналази Спирита и његово стадо заједно, али је прекидају Хендрикс и његови људи, који хватају све коње, осим Спирита, и возе их возом. Знајући да су Хендрикс и његови људи коњокрадице, Спирит се придружује Лаки за помоћ док ангажују Пру и Абигејл са својим коњима да крену на пут да покушају и одсеку коњокрадице на њиховом путу тако што их стигну до планине Хек. Током путовања, веза Лаки и Спирита почиње да се гради како напредују.
Једног јутра, међутим, Лаки се пробуди и види да се воз ренџера зауставио раније него што се очекивало, Спирит одлази сам и коњокрадице га преузимају. Одлучни да спасу Спирита, Лаки и њени пријатељи прате воз до пристаништа на којима коњокрадице укрцавају коње на чамац који ће бити лицитиран за рад на смрт. Девојке стижу прекасно да зауставе чамац, али успевају да спасу Спирита. Лаки и Спирит се укрцавају и ослобађају остале коње и потчињавају коњокрадице, а Спирит одбацује Хендрикса с брода. Џим, Кора и Пруин отац Ал долазе по девојке; а Хендрикс и остале коњокрадице су ухапшени.
На повратку до Мирадера, Лаки осећа да мора да пусти Спирита да он остане са својим стадом. Када се врати кући, Лаки и Кора одлучују да остану у Мирадеру, док се Спирит види како са својим стадом јаше кроз поља.

## Улоге
| Улога                                   | Оригинални глас      | Српски глас         |
| --------------------------------------- | -------------------- | ------------------- |
| Фортуна Есперанза „Лаки” Наваро-Прескот | Изабела Мерсед       | Ирина Арсенијевић   |
| Пруденс „Пру” Грејнџер                  | Марсај Мартин        | Ивона Рамбосек      |
| Абигејл Стоун                           | Макена Грејс         | Дарија Врачевић     |
| Хендрикс                                | Волтон Гогинс        | Марко Марковић      |
| Ал Грејнџер                             | Андре Брауер         | Александар Глигорић |
| Кора Прескот                            | Џулијана Мур         | Душица Новаковић    |
| Џејмс „Џим” Прескот                     | Џејк Џиленхол        | Милан Антонић       |
| Милагро Наваро-Прескот                  | Еиза Гонзалес        | Ања Орељ            |
| Снипс Стоун                             | Лукијан Перез        | Н/Д                 |
| Џејмс Прескот Старији                   | Џо Харт              | Драган Вујић Вујке  |
| Валентина                               | Алехандра Бленхио    | Н/Д                 |
| коњокрадица/родео каубој                | Ђино Монтесинос      | Огњен Дрењанин      |
| коњокрација/лама каубој                 | Џери Кларк           | Бојан Хлишћ         |
| коњокрадица/диригент                    | Лу Темпл             | Н/Д                 |
| коњокрадица                             | Гари Ентони Вилијамс | Н/Д                 |